# Tranzitul lui Venus din 1639

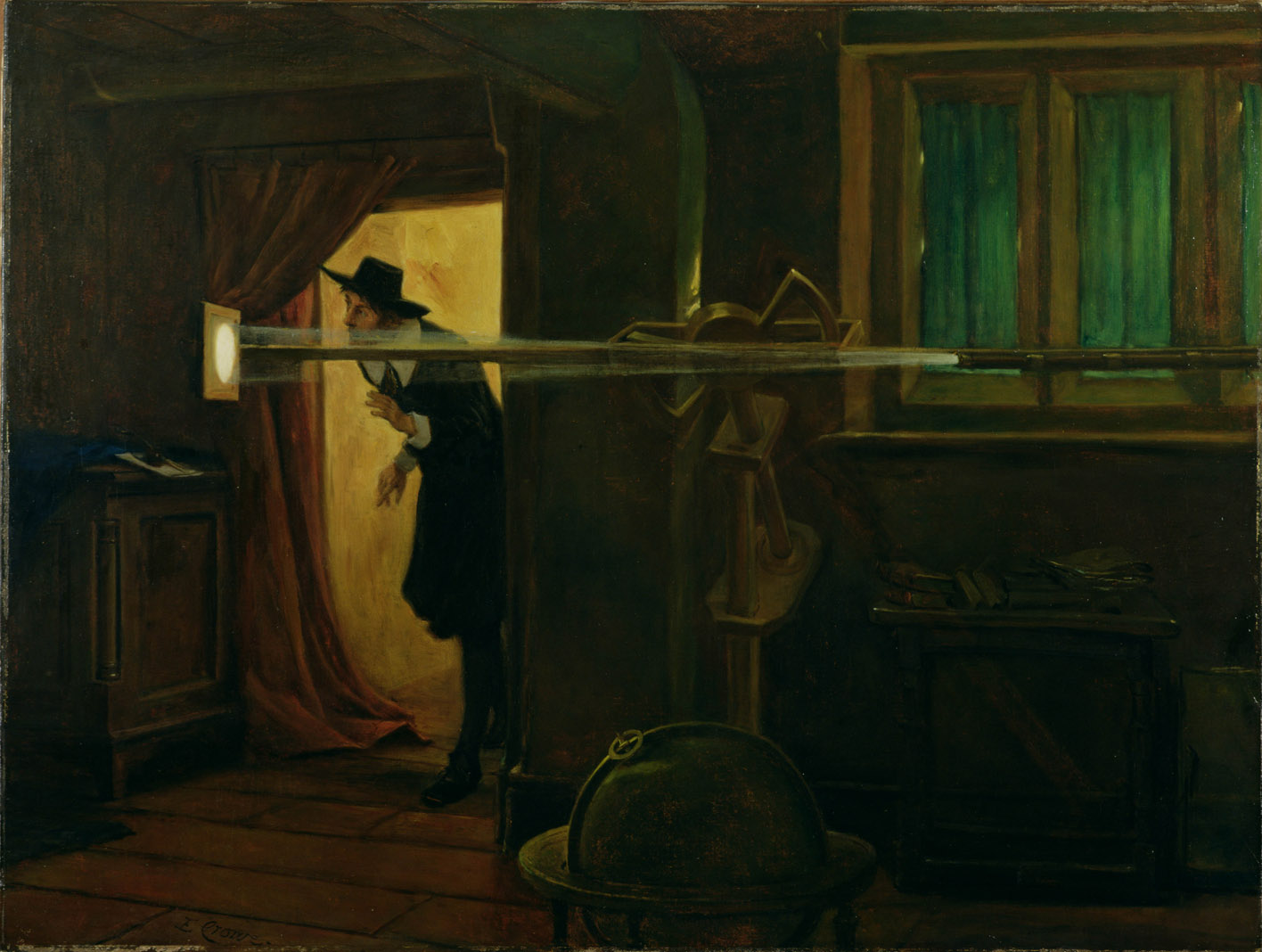
Jeremiah Horrocks observând tranzitul lui Venus în 1639 (The Founder of English Astronomy par Eyre Crowe, 1891)

Tranzitul lui Venus din 1639 este primul tranzit al planetei de la care se cunosc observații astronomice, realizate la 4 decembrie 1639, de către astronomii englezi Jeremiah Horrocks și William Crabtree. Cei doi astronomi, prieteni și corespondenți, și-au realizat observațiile în mod independent, în Anglia.
Horrocks și Crabtree, discipoli ai teoriilor noi ale lui Johannes Kepler, erau astronomi autodidacți care lucrau metodic pentru corectarea și îmbunătățirea Tabelelor rudolfine ale lui Kepler. În 1639, Horrocks a fost singurul astronom care a constatat că un tranzit al lui Venus era iminent; ceilalți nu au luat cunoștință de eveniment decât după publicarea dării de seamă a observațiilor lui Horrocks. Cei doi astronomi prieteni au murit în următorii cinci ani, însă lucrarea lor a avut o importanță considerabilă pentru stabilirea mărimii Sistemului Solar; în parte pentru aceste motive, Horrocks și Crabtree, cât și corespondentul lor William Gascoigne, sunt considerați drept fondatorii cercetării astronomice britanice.
De la tranzitul din 1639 au trecut 385 ani, 112 zile.

## Caracteristici
Tranzitul a avut loc la 4 decembrie 1639, în calendarul gregorian (24 noiembrie, în calendarul iulian). A fost vizibil de pe întregul teritoriu al Statelor Unite ale Americii (cu excepția extremelor de nord-est și nord-vest), în sudul Canadei centrale, în America Centrală și în vestul Antilelor și al Americii de Sud. A fost vizibil, la răsăritul Soarelui, din cvasitotalitatea Africii și din Europa de Vest (între care Insulele Britanice). La apusul Soarelui, a fost vizibil din Oceanul Pacific, până în Australia.
Durata tranzitului a fost de 6 ore și 57 de minute. 

## Istoric

### Context

#### Lucrările lui Kepler

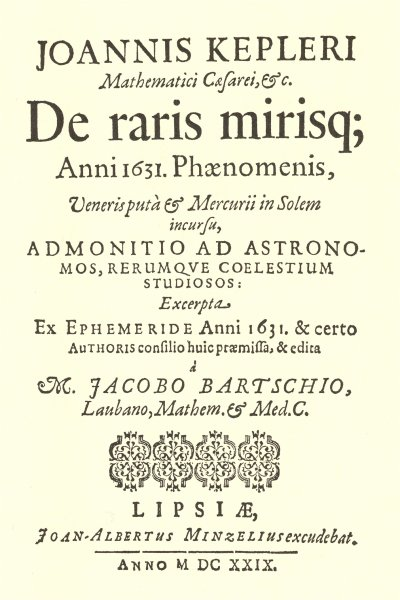
De raris mirisque Anni 1631 de Kepler, care notifică astronomilor iminența tranziturilor lui Mecur și Venus în 1631.

În secolul al XVII-lea, dezvoltări permit să se prevadă și observe tranziturile planetelor prin fața Soarelui: telescopul și lucrările astronomice ale lui Johannes Kepler care presupun orbite eliptice mai degrabă decât circulare.
În 1619, Kepler și-a publicat Tabelele rudolfine. Zece ani mai târziu, el a publicat extrase în De raris mirisque Anni 1631 care includ o admonitio ad astronomos (« avertisment astronomilor ») à propos de tranzitul lui Mercur din 1631 și tranziturile lui Venus din 1631 și 1761. Tranzitul lui Mercur a fost observat, cum se prevăzuse, de către Jean-Baptiste Cysat la Innsbruck, Johann Ruderauf la Rouffach și Pierre Gassendi la Paris, justificând lucrările pregătitoare ale lui Kepler. Totuși, observațiile lor repun în discuție teoriile asupre Sistemului Solar, Mercur fiind observat limpede mai mic decât se aștepta, sugerând că observarea unui tranzit al lui Venus ar fi mai util pentru știință.
Calculele lui Kepler îi indicau faptul că tranzitul lui Venus din 1631 ar fi vizibil mai ales de pe continentul american, dar el nu s-a încrezut cu totul previziunilor sale și i-a sfătuit pe astronomii europeni să se pregătească să observe evenimentul. Gassendi și alți astronomi în Europa i-au urmat sfaturile, dar, așa cum prevăzuse Kepler, Soarele era sub orizont în timpul tranzitului. Potrivit calculelor moderne, observatorii situați în Italia și de-a lungul Mediteranei orientale ar fi putut observa sfârșitul tranzitului, însă nicio observație de acest gen nu este cunoscută.
Kepler nu a prezis vreun tranzit al lui Venus pentru 1639. Tranzitul următor nefiind așteptat înainte de 121 de ani, astronomii și-au concentrat eforturile în altă parte.

#### Jeremiah Horrocks
Jeremiah Horrocks (sau uneori Horrox) s-a născut la Toxteth Park, în prezent face parte din Liverpool; tatăl său, James, era ceasornicar, iar mama sa, Mary Aspinwall, provenea dintr-o familie influentă din Toxteth Park. Mai mulți membri ai familiei Aspinwall practicau ceasornicăria, iar un unchi ceasornicar i-ar fi stârnit interesul lui Jeremiah spre astronomie. A mers la Emmanuel College și la Universitatea din Cambridge în 1632, unde a studiat, probabil, artele, limbile clasice, un pic de geometrie și astronomie tradițională, dar fără să studieze ultimele lucrări ale lui Galileo, Tycho Brahe și Kepler. A profitat de timpul liber pentru a învăța astronomia matematică și a se familiariza cu ultimele idei. În 1635, el a părăsit Cambridge fără diplomă, probabil din lipsa banilor necesari continuării studiilor.
Horrocks este primul care a demonstrat că Luna urmează o orbită eliptică în jurul Pământului. El a scris și un tratat de astronomie kepleriană și a început să exploreze matematic proprietățile unei forțe care va deveni, în continuare, cunoscută ca fiind gravitație; Isaac Newton îi aduce omagiu lui Horrocks în lucrarea sa, Philosophiae Naturalis Principia Mathematica.

#### William Crabtree

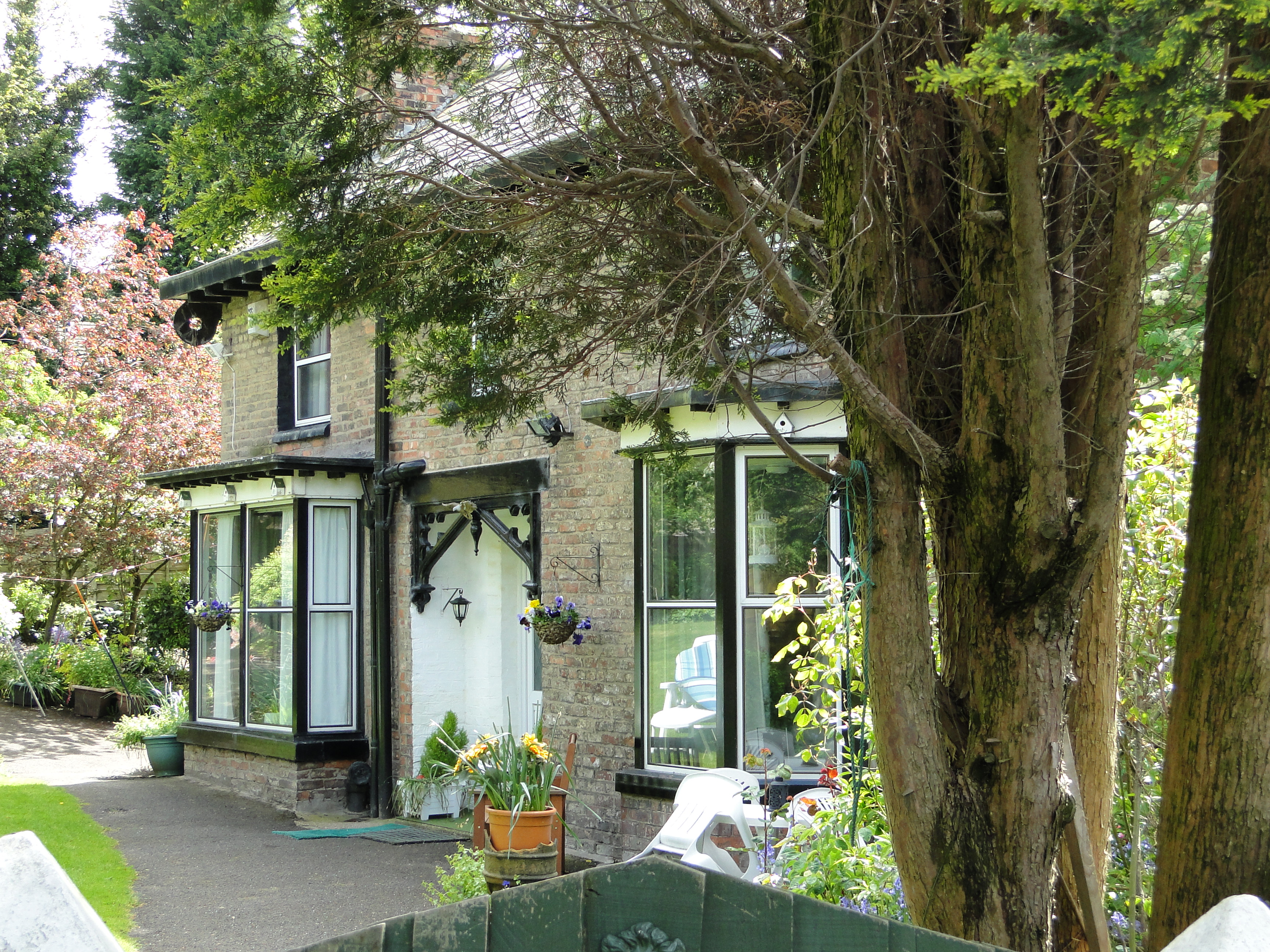
Ivy Cottage, Broughton: reședința probabilă a lui William Crabtree, unde acesta a observat tranzitul lui Venus din 1639.

William Crabtree (1610–1644) era un negustor de haine din Broughton Spout, un cătun din Broughton, în apropiere de Manchester (actualmente situat la Salford). Fiu al lui John Crabtree, un fermier destul de bogat din Lancashire, și al lui Isabel Crabtree, el a primit o educație într-o școală de gramatică din Manchester. A lucrat la Manchester și s-a căsătorit cu fiica unei familii bogate; în timpul liber, studia matematica și astronomia. A măsurat cu precizie mișcările planetelor, a întreprins calcule astronomice precise și a rescris tabelele rudolfine într-un mod mai precis. A menținut o corespondență activă cu Horrocks, cu astronomii William Gascoigne și Christopher Towneley, precum și cu Samuel Foster, profesor de astronomie la Gresham College din Londra. Nu se știe dacă Horrocks și Crabtree s-au întâlnit vreodată personal, dar, începând din 1636, ei au corespondat în mod regulat prin interesul lor comun privitor la lucrările lui Kepler.
Observațiile lui Crabtree l-au convins că în pofida erorilor lor, tabelele rudolfine ale lui Kepler sunt mai bune decât tabelele lui Lansberge, care erau utilizate curent. În 1637, el l-a convins pe Horrocks de superioritatea sistemului keplerian și, cu ajutorul observațiilor lor, ei au corectat numeroase erori din tabelele lui Kepler.

#### Tranzitul lui Mercur
La 29 septembrie 1638 (calendarul iulian), Horrocks i-a scris lui Crabtree despre probabilul viitor tranzit al lui Mercur, din 21 octombrie 1638 (calendarul iulian), pe care tabelele lui Kepler nu-l preziseseră prédisent pas. El i-a explicat că avea intenția să construiască ceea ce va fi denumit, mai târziu, un helioscop, atașând telescopului său „un baston lunguieț, purtând o suprafață plană perpendiculară care putea să primească imaginea Soarelui”. În final, niciun tranzit al lui Mercur nu s-a produs, planeta trecând deasupra Soarelui, însă evenimentul a fost o încercare importantă pentru observarea ulterioară a tranzitului lui Venus.
În octombrie 1639 (calendarul iulian), Horrocks a calculat că tranziturile lui Venus nu se produc singure, ci în perechi, la un interval de opt ani, și a constatat că al doilea tranzit se va produce în mai puțin de patru săptămâni. Era convins că este posibil să se măsoare diametrul aparent al planetei cu o precizie de mai puțin de o secundă de arc, aproape când discul său este vizibil în fața Soarelui (precizia în epocă era de un minut de arc, când Venus era observat aproape de Soare). Le-a scris fratelui său mai tânăr și lui Crabtree, sfătuindu-i să observe evenimentul la 24 noiembrie (4 decembrie în calendarul gregorian) .

### Observarea tranzitului

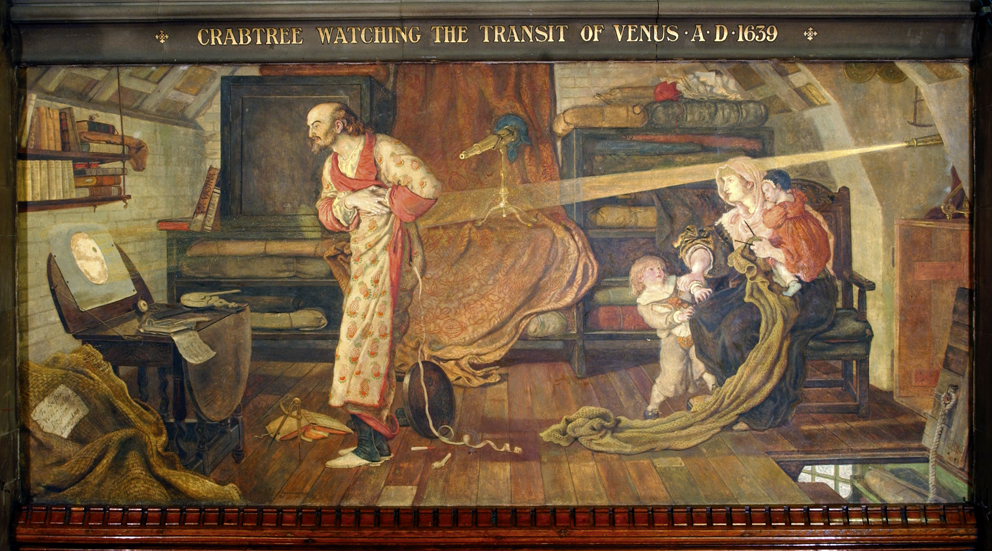
Crabtree watching the transit of Venus A.D. 1639 de Ford Madox Brown.

Înainte de tranzit, Horrocks își făcea griji de posibilul timp defavorabil pentru observație, gândindu-se că o asemenea conjuncție planetară ar putea să strice vremea!
Spre amiaza lui 23 noiembrie, Horrocks și-a întunecat camera din Much Hoole și a focalizat razele Soarelui, provenind de la fereastră, pe o bucată de hârtie, unde imaginea acestuia putea fi observată fără pericol. La Much Hoole (căruia îi determinase latitudinea la 53° 35'), el a calculat că tranzitul trebuia să înceapă pe la orele 3, în după-amiaza lui 24 noiembrie, dar și-a început observațiile în ajun, de teamă să nu piardă evenimentul, în situația în care calculele sale ar fi fost imprecise. La 24 noiembrie (calendarul iulian), Horrocks și-a început observația la răsăritul Soarelui; timpul era noros, însă a zărit micul disc negru al lui Venus traversând peste discul Soarelui, pe la ora 15:15, și l-a observat timp de o jumătate de oră până la apusul Soarelui.
Crabtree și-a început observațiile într-un mod similar, însă nu a dispus de destul timp pentru a-și face măsurările, cerul fiind noros deasupra localității sale, Broughton: el nu a zărit decât scurt timp tranzitul. A reușit totuși să traseze un crochiu rapid (o schiță) a lui Venus în fața Soarelui, care i-a permis să estimeze diametrul unghiular la 1′ 3″, cu precizie de o secundă de arc; estimările făcute de Horrocks, de 1′ 12″, sunt mai puțin precise.

### Rezultate

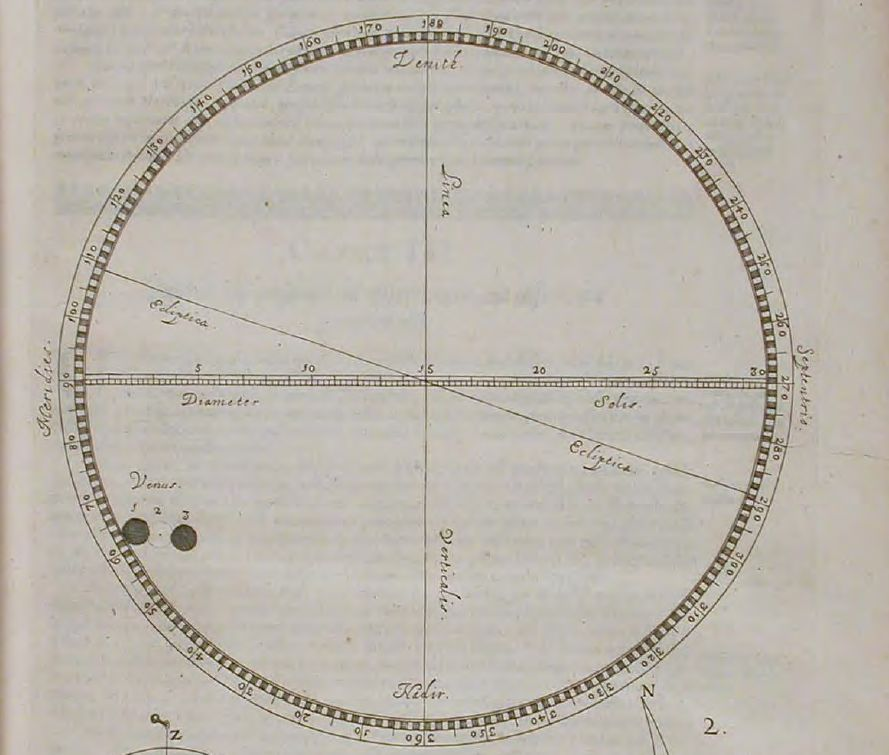
O imagine a discului solar pe care Hevelius l-a adăugat în raportul său, bazată pe descrierea făcută de Horrocks. Această imagine nu dă, totuși, o reprezentare corectă a ceea ce a observat Horrocks.

Kepler descoperind că distanța dintre planete crește proporțional cu distanța lor față de Soare, este condus să presupună că Universul este o creație armonioasă perfectă și că talia planetelor trebuie și ea să crească. Când măsurările lui Horrocks par să confirme acest lucru, acesta propune o regulă potrivit căreia toate planetele (cu excepția lui Marte) au același diametru unghiular observat de la Soare, adică 28 de secunde de arc. Acest lucru presupune că ipoteza lui Kepler despre talia planetelor ar fi exactă și-l conduce pe Horrocks să conchidă în mod eronat că distanța dintre fiecare planetă și Soare ar fi de circa  15.000 de ori raza sa. Atunci el a estimat distanța dintre Pământ și Soare la în jur de 97 de milioane de kilometri, sugerând un Sistem Solar de zece ori mai mare decât estimările tradiționale. Deși mai mică decât distanța cunoscută actualmente (cca 150 milioane de kilometri)  și bazată pe premise false, ea este totuși mai precisă decât tot ce se sugera în acea epocă.
Horrocks a scris un tratat în latină, Venus in sole visa („Venus văzută de pe Soare”), bazat pe observațiile sale, însă a murit subit din cauze necunoscute la, 3 ianuarie 1641, la vârsta de 22 de ani. 

### Influență

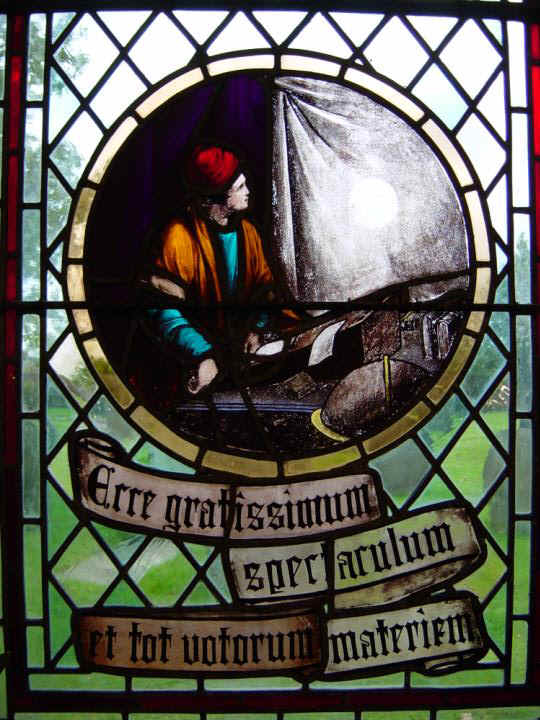
Memorialul lui Jeremiah Horrocks în biserica St Michael de Hoole. Textul este extras din raportul lui Horrocks : « Ecce gratissimum spectaculum et tot votorum materiem ».

Câteva ciorne din Venus in Sole Visa a fost păstrate de Crabtree, care a murit în 1644, la trei ani după Horrocks. Corespondentul lor, William Gascoigne, a murit în același an, în Bătălia de la Marston Moor. Hârtiile lui Horrocks au rămas în familia sa câtva timp; unele au fost distruse în timpul războiului civil, altele au fost duse în Irlanda, de către fratele său, Jonas, și pierdute, altele au căzut în mâinile astronomului Christopher Towneley și au fost consultate de către Jeremy Shakerley, care a scris trei cărți de astronomie pe la mijlocul secolului al XVII-lea. Ultimele au fost distruse în timpul Marelui incendiu din Londra, în 1666. Manuscrisele au circulat, pe larg, la sfârșitul anilor 1650, dar au rămas nepublicate timp de mai mulți ani.
Încoronarea lui Carol al II-lea a avut loc la 23 aprilie 1661 (3 mai, în calendarul gregorian), ziua unui tranzit al lui Mercur. Astronomul neerlandez Christian Huygens, prezent la ceremonie, a auzit vorbindu-se despre manuscrisul lui Horrocks, descoperit în 1659 de către John Worthington, magister la Jesus College din Cambridge și alumnus al Emmanuel College, în aceeași epocă cu Horrocks, cu câteva fragmente din corespondența sa cu Crabtree. Huygens, cunoscându-l pe astronomul polonez Johannes Hevelius, i-a încredințat manuscrisul. Hevelius l-a adăugat raportului său asupra tranzitului lui Mercur, Mercurius in sole visus Gedani, publicat în 1662. Această publicare a consternat noua Royal Society când aceasta a constatat că un manuscris atât de important, scris de un englez, a fost neglijat de propria-i țară timp atât de îndelungat. Ea și-a luat ca sarcină publicarea cvasitotalității scrierilor rămase de la Horrocks ca Opera posthuma în 1672–73.
Observarea tranzitului a fost percepută de către mulți drept nașterea astronomiei moderne în Regatul Unit. John Flamsteed (1646-1719) a spus, mai târziu, că îi considera pe Horrocks, Crabtree și Gascoigne drept fondatorii cercetării astronomice britanice și moștenitorii intelectuali ai lui Galileo și Kepler. El și-a început Historia Coelestis Britannica (1725) prin cinci pagini din scrisorile și observațiile lor între 1638 și 1643.